# Taisei Isoe
Taisei Isoe (født 10. marts 1998) er en japansk fodboldspiller.
Han har spillet for flere forskellige klubber i sin karriere, herunder Gainare Tottori.